# Melanagromyza lini
Melanagromyza lini är en tvåvingeart som beskrevs av Spencer 1963. Melanagromyza lini ingår i släktet Melanagromyza och familjen minerarflugor.
Artens utbredningsområde är Peru. Inga underarter finns listade i Catalogue of Life.